# Glossosoma wenatchee
Glossosoma wenatchee är en nattsländeart som beskrevs av Ross och Spencer 1952. Glossosoma wenatchee ingår i släktet Glossosoma och familjen stenhusnattsländor. Inga underarter finns listade i Catalogue of Life.